# Круглов, Илья Александрович
Илья Александрович Круглов (28 февраля 2000, Ивантеевка) — российский хоккеист. Мастер спорта России (2023)
На юношеском уровне играл за команды «Атлант» Мытищи (2009—2013), «Белые медведи» Москва (2014), «Спартак» Москва (2015/16). С 2016 года — в московском «Динамо». Выпускник хоккейной школы «Динамо» им. А. И. Чернышева. Дебютировал в КХЛ 18 октября 2018 года в гостевом матче против СКА (2:3). 29 октября 2021 года вместе с Данилой Авершиным был обменян в «Сочи» на Богдана Якимова. 3 октября 2022 года был обменян в СКА на Егора Соболевского.
Серебряный призёр молодёжного чемпионата мира 2020.